# Adrian Mutu
Adrian Mutu (sinh ngày 8 tháng 1 năm 1979) là một cựu cầu thủ bóng đá người România thường chơi ở vị trí tiền đạo và tiền vệ tấn công.

## Sự nghiệp

### Câu lạc bộ

#### Argeş Piteşti
Mutu bắt đầu sự nghiệp cùng đội bóng quê nhà Arges Pitesti. Anh có trận ra mắt vào ngày 15 tháng 3 năm 1997 tiếp Otelul Galari và ghi 14 bàn trong 41 trận trước khi chuyển tới Dinamo Bucuresti với mức giá 600.000 euro.

#### Dinamo Bucuresti
Màn trình diễn ấn tượng cho Dinamo Bucuresti có nghĩa là Mutu sẽ không chơi lâu ở thủ đô Romania. Anh ghi 22 bàn trong 33 trận và có được một vị trí quan trọng trong đội hình Dinamo có được thành công ở giải vô địch quốc gia và cúp quốc gia. Tuy nhiên sau ngay sau khi Dinamo có được những dan hiệu này Mutu đã chuyển tới chơi cho Inter Milan.

#### Inter
Gia nhập Inter vào kì chuyển nhượng mùa đông với mức giá 6,5 triệu Euro, Mutu gần như ngay lập tức tạo được ấn tượng khi ghi bàn trong trận đấu gặp kình địch AC Milan ở Coppa Italia khi trận đấu chưa bước sang phút thứ 9 và giúp Inter thắng 3-2. Tuy nhiên, Mutu không có được nhiều cơ hội ra sân ở Serie A. Anh chỉ chơi 10 trận cho Inter và không ghi được bàn nào nữa. Vào năm 2000, anh được đem cho Chievo Verona mượn trước khi họ bỏ ra 4 triệu euro để mua hẳn anh.
Ở mùa giải 2001/02 Parma trả 10 triệu euro để có được sự phục vụ của anh.

#### Chelsea
Chelsea trả cho Parma 29,4 triệu Euro cho vụ chuyển nhượng Mutu như một phần của kế hoạch chi tiêu cho mùa chuyển nhượng của tân chủ tịch Roman Abramovich, khiến anh trở thành cầu thủ bóng đá Romania đắt giá nhất vào thời điểm đó. Anh bắt đầu với 4 bàn trong 3 trận, bao gồm 2 trong trận thắng 4-2 trước kình địch cùng thành phố Tottenham Hotspur, nhưng Mutu lại ghi ít bàn hơn trong giai đoạn cả mùa giải.
Ở mùa giải 2004-05, Mutu có một mối quan hệ không tốt với tân huấn luyện viên đội bóng José Mourinho, khi cả hai đều buộc tội nhau về chấn thương của cầu thủ này trong trận đấu ở vòng loại World Cup gặp đội tuyển Séc. Vào tháng 9 năm 2004, anh bị nghi ngờ sử dụng cocain trong một buổi kiểm tra, và chính thức bị phát hiện vào ngày 29 tháng 10 năm 2004. Anh cũng nhận mức án treo giò 7 tháng và một số tiền phạt 20.000 bảng Anh từ liên đoàn bóng đá Anh. Án treo giò kết thúc vào ngày 18 tháng 5 năm 2005. Vào ngày 6 tháng 6 năm 2008, Mutu được FIFA yêu cầu phải trả cho Chelsea 9,6 triệu bảng để bồi thường cho mức giá mà câu lạc bộ trả cho anh. Luật sư của anh cho biết Mutu có thể kháng án lên toà án. Mức phạt cuối cùng được nâng lên thành 13,68 triệu bảng. Vào ngày 31 tháng 7 năm 2009, Toà án thể thao quốc tế nâng mức phạt cho Mutu lên thành 14,65 triệu bảng phải trả cho Chelsea. Đó là mức phạt cao nhất từng được đưa ra bởi FIFA.

#### Juventus
Mutu ký hợp đồng 5 năm cùng đội bóng Ý Juventus vào ngày 12 tháng 1 năm 2005, mặc dù anh vẫn bị treo giò cho tới ngày 18 tháng 5. Với việc Juventus không thể mua thêm cầu thủ nào không thuộc EU nữa, vụ chuyển nhượng cũng dính líu đến đội bóng ở Serie A Livorno, đội đã ký hợp đồng với anh và đồng thời bán anh cho Juventus. Anh có trận ra mắt vào ngày 29 tháng 5 năm 2005 khi vào sân ở phút 75 trong trận cuối cùng của mùa giải thắng 4-2 trước Cagliari. Trong mùa giải 2005-06, anh ghi 7 bàn trong số 20 trận ra sân ở giải quốc nội và 12 lần vào sân từ ghế dự bị cho Juventus. Ở cúp C1 anh có 3 lần ra sân và 5 lần vào sân từ ghế dự bị và ghi bàn trong trận gặp Rapid Wien.

#### Fiorentina
Vào ngày 8 tháng 7 năm 2006, Fiorentina cho biết họ đã có được chữ ký của Mutu với mức giá 8 triệu bảng. Vụ chuyển nhượng này sẽ đưa Mutu gặp lại người thầy cũ ở Parma, Cesare Prandelli. Mutu có được một đối tác ăn ý là Luca Toni (hiện đang chơi cho Bayern Munich) - hai cầu thủ này ghi 32 bàn ở mùa giải 2006-07. Anh được bầu là cầu thủ xuất sắc nhất mùa giải bởi tờ "II Calcio", nhờ vào thành tích ghi 16 bàn cùng 8 pha kiến tạo trong 33 trận. Màn trình diễn này đã thu hút sự chú ý của A.S. Roma, khi đội bóng này đưa ra mức giá 20 triệu Euro. Tuy nhiên, Mutu lại quyết định sẽ thi đấu cho đến hết hợp đồng cùng Fiorentina.
Vào ngày 30 tháng 11 năm 2008, trong trận đấu thứ 200 của anh ở Serie A, Mutu được chọn là đội trưởng trong trận gặp Roma. Vào ngày 2 tháng 2 năm 2009, anh ghi những bàn thắng thứ 100 và 101 trong trận gặp Bologna. Vào ngày 15 tháng 2 năm 2009, Mutu ghi cú hattrick đầu tiên cùng Fiorentina. Sau khi bị Genoa dẫn 3-0, Mutu đã thực hiện một quả đá luân lưu, một cú đá phạt trực tiếp và ghi một bàn nữa vào đúng giây cuối cùng của hiệp phụ, đưa tỉ số trở lại là 3-3. Mặc dù bị dính một chấn thương nghiêm trọng, song Mutu vẫn kết thúc mùa giải 2008-09 với 14 bàn, cùng với Gilardino họ trở thành một trong mười cặp tiền đạo hay nhất trong lịch sử Viola với tổng cộng 33 bàn và là tiền đạo duy nhất tới thời điểm này của Romania làm được điều đó.

#### A.C Cesena
Mutu ký hợp đồng với đội bóng "cá ngựa" A.C Cesena vào năm 2011. Việc Mutu ký hợp đồng này gây bất ngờ lớn cho Serie A khi tiền đạo lừng lẫy này lại ký hợp đồng với một đội bóng có nguy cơ rớt hạng rất cao, đó là Cesena. Mà thực ra Mutu qua Cesena không qua "đường thẳng" mà là lúc Fiorentina định mua tiền vệ mới nổi của Cesena Marco Parolo rồi gán anh luôn. Có lẽ Fiorentina bán anh với lý do là chán với tiền đạo "lắm tài, nhiều tật" này rồi.

#### A.C Ajaccio
Năm 2012, Mutu rời Serie A để cập bến một đội bóng khá yếu của Ligue 1 đó là A.C Ajaccio. Lý do anh qua là một phần phong độ sa sút và một phần là tuổi tác. Mutu lúc đó không có đội bóng nào dòm ngó cả nên khi Ajaccio mời anh thì anh đã đồng ý. Bản hợp đồng này có giá trị 2 năm. Lúc anh ký thì anh vẫn còn hợp đồng với A.C Cesena tới 2014. Đây là bản hợp đồng lớn thứ hai của A.C Ajaccio sau thủ thành người Mexico Guillermo Ochoa hồi năm 2011.
Trận anh đấu hay nhất mùa giải 2012-2013 đó là trận gặp Olympique Lyonnais ở lượt đi. Đội bóng của anh thắng 3-1. Lyon có bàn thắng trước nhưng dần dần mất tập trung và sức lực khiến cho hiệp 2, Ajaccio có 3 bàn thắng liên tiếp chủ yếu nhờ công Mutu. Mutu lập được cú đúp trong trận đấu này. Gomis của Lyon gây thất vọng khi thất bại trên chấm 11m.

## Thi đấu quốc tế
Tính tới năm 2013, Mutu đã chơi cho đội tuyển Romania 77 trận, ghi 33 bàn. Romania mới chỉ thua đúng một trận khi Mutu ghi bàn, đó là trận đấu ở vòng loại Euro 2004 gặp Đan Mạch. Anh là đội phó của đội tuyển Romania. Màn trình diễn của anh cùng đội tuyển Romania đã giúp anh giành giải Cầu thủ xuất sắc nhất năm của Romania. Anh là một ngôi sao và thần tượng của giới trẻ ở Romania.

### Euro 2008
Mutu ghi bàn duy nhất cho đội tuyển Romania ở Euro 2008 vào phút thứ 55 trong trận đấu thứ hai của họ gặp đội tuyển Ý, tuy nhiên cũng trong trận đấu đó anh đã thực hiện không thành công một quả penalty khi bị thủ môn Gianluigi Buffon cản phá, quả đá này có thể loại Ý ra khỏi giải đấu và có thể sẽ đưa Romania vào tứ kết. Trận đấu kết thúc với tỉ số 1-1.
Và giờ Mutu đã bị treo giò vĩnh viễn vì đi uống.
Ngày 31 tháng 3 năm 2016, Adrian Mutu chính thức tuyên bố giã từ sự nghiệp thi đấu quốc tế.

## Thống kê sự nghiệp
Tính đến 31 tháng 3 năm 2016

### Câu lạc bộ
| Mùa giải            | Câu lạc bộ          | Giải đấu            | Giải đấu | Giải đấu | Cúp quốc gia | Cúp quốc gia | Châu Âu | Châu Âu | Khác | Khác | Tổng cộng | Tổng cộng |
| Mùa giải            | Câu lạc bộ          | Giải đấu            | Trận     | Bàn      | Trận         | Bàn          | Trận    | Bàn     | Trận | Bàn  | Trận      | Bàn       |
| ------------------- | ------------------- | ------------------- | -------- | -------- | ------------ | ------------ | ------- | ------- | ---- | ---- | --------- | --------- |
| 1996–97             | Argeş Piteşti       | Divizia A           | 5        | 0        | -            | -            | -       | -       | -    | -    | 5         | 0         |
| 1997–98             | Argeş Piteşti       | Divizia A           | 21       | 4        | -            | -            | -       | -       | -    | -    | 21        | 4         |
| 1998–99             | Argeş Piteşti       | Divizia A           | 15       | 7        | -            | -            | 6       | 3       | -    | -    | 21        | 10        |
| 1998–99             | Dinamo Bucureşti    | Divizia A           | 15       | 4        | 2            | 0            | -       | -       | -    | -    | 17        | 4         |
| 1999–00             | Dinamo Bucureşti    | Divizia A           | 18       | 18       | 3            | 3            | 3       | 4       | -    | -    | 24        | 25        |
| 1999–00             | Internazionale      | Serie A             | 10       | 0        | 4            | 2            | -       | -       | -    | -    | 14        | 2         |
| 2000–01             | Verona              | Serie A             | 25       | 4        | 1            | 1            | -       | -       | -    | -    | 26        | 5         |
| 2001–02             | Verona              | Serie A             | 32       | 12       | 2            | 0            | -       | -       | -    | -    | 34        | 12        |
| 2002–03             | Verona              | Serie B             | -        | -        | 2            | 0            | -       | -       | -    | -    | 2         | 0         |
| 2002–03             | Parma               | Serie A             | 31       | 18       | 1            | 0            | 4       | 4       | -    | -    | 36        | 22        |
| 2003–04             | Chelsea             | Premier League      | 25       | 6        | 3            | 3            | 7       | 1       | 1    | 0    | 36        | 10        |
| 2004–05             | Chelsea             | Premier League      | 2        | 0        | -            | -            | -       | -       | -    | -    | 2         | 0         |
| 2004–05             | Juventus            | Serie A             | 1        | 0        | -            | -            | -       | -       | -    | -    | 1         | 0         |
| 2005–06             | Juventus            | Serie A             | 32       | 7        | 4            | 3            | 8       | 1       | 1    | 0    | 45        | 11        |
| 2006–07             | Fiorentina          | Serie A             | 33       | 16       | 2            | 1            | -       | -       | -    | -    | 35        | 17        |
| 2007–08             | Fiorentina          | Serie A             | 29       | 17       | 1            | 0            | 10      | 6       | -    | -    | 40        | 23        |
| 2008–09             | Fiorentina          | Serie A             | 19       | 13       | 1            | 0            | 9       | 2       | -    | -    | 29        | 15        |
| 2009–10             | Fiorentina          | Serie A             | 11       | 4        | 2            | 4            | 6       | 3       | -    | -    | 19        | 11        |
| 2010–11             | Fiorentina          | Serie A             | 20       | 4        | -            | -            | -       | -       | -    | -    | 20        | 4         |
| 2011–12             | Cesena              | Serie A             | 28       | 8        | 1            | 1            | -       | -       | -    | -    | 29        | 9         |
| 2012–13             | Ajaccio             | Ligue 1             | 26       | 11       | -            | -            | -       | -       | -    | -    | 26        | 11        |
| 2013–14             | Ajaccio             | Ligue 1             | 9        | 0        | -            | -            | -       | -       | -    | -    | 9         | 0         |
| 2013-14             | Petrolul Ploiesti   | Liga I              | 8        | 2        | -            | -            | -       | -       | -    | -    | 8         | 2         |
| 2014-15             | Petrolul Ploiesti   | Liga I              | 6        | 2        | -            | -            | 6       | 2       | -    | -    | 13        | 4         |
| 2015                | Pune City           | Indian Super League | 10       | 4        | -            | -            | -       | -       | -    | -    | 10        | 4         |
| 2015–16             | ASA Târgu Mureș     | Liga I              | 4        | 0        | 0            | 0            | -       | -       | -    | -    | 4         | 0         |
| Tổng cộng sự nghiệp | Tổng cộng sự nghiệp | Tổng cộng sự nghiệp | 435      | 161      | 29           | 18           | 59      | 14      | 2    | 0    | 526       | 205       |

- Other – League Cup (Chelsea) & Supercoppa Italiana (Juventus)[1]

### Đội tuyển quốc gia
| Đội tuyển quốc gia | Năm       | Giao hữu      | Giao hữu     | Vòng loại     | Vòng loại    | Giải đấu      | Giải đấu     | Tổng cộng     | Tổng cộng    |
| Đội tuyển quốc gia | Năm       | Số lần ra sân | Số bàn thắng | Số lần ra sân | Số bàn thắng | Số lần ra sân | Số bàn thắng | Số lần ra sân | Số bàn thắng |
| ------------------ | --------- | ------------- | ------------ | ------------- | ------------ | ------------- | ------------ | ------------- | ------------ |
| România            | 2000      | 6             | 1            | 2             | 0            | 3             | 0            | 11            | 1            |
| România            | 2001      | 1             | 0            | 5             | 0            | –             | –            | 6             | 0            |
| România            | 2002      | 4             | 1            | 2             | 0            | –             | –            | 6             | 1            |
| România            | 2003      | 5             | 3            | 5             | 4            | –             | –            | 10            | 7            |
| România            | 2004      | 2             | 2            | 3             | 2            | –             | –            | 5             | 4            |
| România            | 2005      | 1             | 0            | 4             | 5            | –             | –            | 5             | 5            |
| România            | 2006      | 3             | 1            | 3             | 2            | –             | –            | 6             | 3            |
| România            | 2007      | 3             | 2            | 6             | 4            | –             | –            | 9             | 6            |
| România            | 2008      | 3             | 1            | 1             | 0            | 3             | 1            | 7             | 2            |
| România            | 2009      | 0             | 0            | 2             | 0            | –             | –            | 2             | 0            |
| România            | 2010      | 0             | 0            | 0             | 0            | –             | –            | 0             | 0            |
| România            | 2011      | 0             | 0            | 5             | 5            | –             | –            | 5             | 5            |
| România            | 2012      | 1             | 0            | 2             | 0            | –             | –            | 3             | 0            |
| România            | 2013      | 0             | 0            | 2             | 1            | –             | –            | 2             | 1            |
| Tổng cộng          | Tổng cộng | 29            | 11           | 42            | 23           | 6             | 1            | 77            | 35           |

### Bàn thắng quốc tế
| #   | Ngày                 | Địa điểm                                              | Đối thủ              | Bàn thắng | Kết quả | Giải đấu                 |
| --- | -------------------- | ----------------------------------------------------- | -------------------- | --------- | ------- | ------------------------ |
| 1.  | 26 tháng 4 năm 2000  | Sân vận động Gheorghe Hagi, Constanța, România        | Síp                  | 1–0       | 2–0     | Giao hữu                 |
| 2.  | 17 tháng 4 năm 2002  | Sân vận động Zdzisław Krzyszkowiak, Bydgoszcz, Ba Lan | Ba Lan               | 0–2       | 1–2     | Giao hữu                 |
| 3.  | 29 tháng 3 năm 2003  | Sân vận động Lia Manoliu, Bucharest, România          | Đan Mạch             | 1–0       | 2–5     | Vòng loại Euro 2004      |
| 4.  | 7 tháng 6 năm 2003   | Sân vận động Ion Oblemenco, Craiova, România          | Bosna và Hercegovina | 1–0       | 2–0     | Vòng loại Euro 2004      |
| 5.  | 20 tháng 8 năm 2003  | Sân vận động Shakhtar, Donetsk, Ukraina               | Ukraina              | 0–1       | 0–2     | Giao hữu                 |
| 6.  | 20 tháng 8 năm 2003  | Sân vận động Shakhtar, Donetsk, Ukraina               | Ukraina              | 0–2       | 0–2     | Giao hữu                 |
| 7.  | 6 tháng 9 năm 2003   | Sân vận động Astra, Ploiești, România                 | Luxembourg           | 1–0       | 4–0     | Vòng loại Euro 2004      |
| 8.  | 10 tháng 9 năm 2003  | Sân vận động Parken, Copenhagen, Đan Mạch             | Đan Mạch             | 1–1       | 2–2     | Vòng loại Euro 2004      |
| 9.  | 11 tháng 10 năm 2003 | Sân vận động Dinamo, Bucharest, România               | Nhật Bản             | 1–0       | 1–1     | Giao hữu                 |
| 10. | 18 tháng 2 năm 2004  | Sân vận động GSZ, Larnaca, Síp                        | Gruzia               | 1–0       | 3–0     | Giao hữu                 |
| 11. | 18 tháng 2 năm 2004  | Sân vận động GSZ, Larnaca, Síp                        | Gruzia               | 2–0       | 3–0     | Giao hữu                 |
| 12. | 18 tháng 8 năm 2004  | Sân vận động Giulești, Bucharest, România             | Phần Lan             | 1–0       | 2–1     | Vòng loại World Cup 2006 |
| 13. | 4 tháng 9 năm 2004   | Sân vận động Ion Oblemenco, Craiova, România          | Bắc Macedonia        | 2–1       | 2–1     | Vòng loại World Cup 2006 |
| 14. | 17 tháng 8 năm 2005  | Sân vận động Gheorghe Hagi, Constanța, România        | Andorra              | 1–0       | 2–0     | Vòng loại World Cup 2006 |
| 15. | 17 tháng 8 năm 2005  | Sân vận động Gheorghe Hagi, Constanța, România        | Andorra              | 2–0       | 2–0     | Vòng loại World Cup 2006 |
| 16. | 3 tháng 9 năm 2005   | Sân vận động Gheorghe Hagi, Constanța, România        | Cộng hòa Séc         | 1–0       | 2–0     | Vòng loại World Cup 2006 |
| 17. | 3 tháng 9 năm 2005   | Sân vận động Gheorghe Hagi, Constanța, România        | Cộng hòa Séc         | 2–0       | 2–0     | Vòng loại World Cup 2006 |
| 18. | 8 tháng 10 năm 2005  | Sân vận động Olympic Helsinki, Helsinki, Phần Lan     | Phần Lan             | 0–1       | 0–1     | Vòng loại World Cup 2006 |
| 19. | 16 tháng 8 năm 2006  | Sân vận động Farul, Constanța, România                | Síp                  | 2–0       | 2–0     | Giao hữu                 |
| 20. | 6 tháng 9 năm 2006   | Sân vận động Qemal Stafa, Tirana, Albania             | Albania              | 0–2       | 0–2     | Vòng loại Euro 2008      |
| 21. | 7 tháng 10 năm 2006  | Sân vận động Ghencea, Bucharest, România              | Belarus              | 1–0       | 3–1     | UVòng loại Euro 2008     |
| 22. | 7 tháng 2 năm 2007   | Sân vận động Lia Manoliu, Bucharest, România          | Moldova              | 2–0       | 2–0     | Giao hữu                 |
| 23. | 28 tháng 3 năm 2007  | Sân vận động Ceahlăul, Piatra Neamț, România          | Luxembourg           | 1–0       | 3–0     | Vòng loại Euro 2008      |
| 24. | 6 tháng 6 năm 2007   | Sân vận động Dan Păltinişanu, Timișoara, România      | Slovenia             | 1–0       | 2–0     | Vòng loại Euro 2008      |
| 25. | 22 tháng 8 năm 2007  | Sân vận động Lia Manoliu, Bucharest, România          | Thổ Nhĩ Kỳ           | 2–0       | 2–0     | Giao hữu                 |
| 26. | 8 tháng 9 năm 2007   | Sân vận động Dinamo, Minsk, Belarus                   | Belarus              | 0–1       | 1–3     | Vòng loại Euro 2008      |
| 27. | 8 tháng 9 năm 2007   | Sân vận động Dinamo, Minsk, Belarus                   | Belarus              | 1–3       | 1–3     | Vòng loại Euro 2008      |
| 28. | 31 tháng 5 năm 2008  | Sân vận động Ghencea, Bucharest, România              | Montenegro           | 1–0       | 4–0     | Giao hữu                 |
| 29. | 13 tháng 6 năm 2008  | Letzigrund, Zürich, Thụy Sĩ                           | Ý                    | 1–0       | 1–1     | Euro 2008                |
| 30. | 29 tháng 3 năm 2011  | Sân vận động Ceahlăul, Piatra Neamț, România          | Luxembourg           | 1–1       | 3–1     | Vòng loại Euro 2012      |
| 31. | 29 tháng 3 năm 2011  | Sân vận động Ceahlăul, Piatra Neamț, România          | Luxembourg           | 2–1       | 3–1     | Vòng loại Euro 2012      |
| 32. | 3 tháng 6 năm 2011   | Sân vận động Giulești, Bucharest, România             | Bosna và Hercegovina | 1–0       | 3–0     | Vòng loại Euro 2012      |
| 33. | 7 tháng 10 năm 2011  | Arena Națională, Bucharest, România                   | Belarus              | 1–0       | 2–2     | Vòng loại Euro 2012      |
| 34. | 7 tháng 10 năm 2011  | Arena Națională, Bucharest, România                   | Belarus              | 2–1       | 2–2     | Vòng loại Euro 2012      |
| 35. | 22 tháng 3 năm 2013  | Sân vận động Ferenc Puskás, Budapest, Hungary         | Hungary              | 1–1       | 2–2     | Vòng loại World Cup 2014 |

## Cuộc sống riêng tư
Vào năm 2001, Mutu cưới MC người Romania Alexandra Dinu, nhưng họ chia tay 2 năm sau, và Alexandra được quyền nuôi con trai Mario.
Anh đã cưới người mẫu Dominica Consuelo Matos Gómez; họ có hai con gái.

## Xáo trộn
- Ở trò chơi FIFA 09 của EA Sports, Mutu đã xuất hiện dưới cái tên Andrei Murgu. Anh bị loại khỏi trò chơi của EA do dính vào vụ sử dụng chất kích thích vào tháng 9 năm 2004. Anh và Giovanni Tedesco của Palermo bị loại khỏi trò chơi nổi tiếng này; Tedesco xuất hiện dưới cái tên Giuseppe Tedaldo.
- Vào tháng 7 năm 2009, anh bị bắt phải trả cho đội bóng cũ Chelsea 17 triệu bảng để bồi thường cho bản hợp đồng. Anh có thời hạn đến 31 tháng 12 năm 2009, sau ngày đó anh sẽ bị treo giò ở tất cả các giải đấu.